# ماتيا بروتيتش
ماتيا بروتيتش هو لاعب كرة قدم صربي في مركز الوسط، ولد في 5 مارس 1994 في تشاتشاك في صربيا. لعب مع ملادوست لوتشاني.

## وصلات خارجية
- ماتيا بروتيتش على موقع قاعدة بيانات كرة القدم.إي يو (الإنجليزية)
- ماتيا بروتيتش على موقع Soccerway.com (الإنجليزية)